# Quart (unité)
Pour les articles homonymes, voir Quart.

Un quart de disque

Le quart (¼) est une des 4 parties égales d'un tout ; ce terme peut ainsi désigner n'importe quelle quantité égale au quart d'une unité de mesure.

## Unité de masse
- Un quart de livre (métrique) vaut 0,125 kg.

## Unité de temps
- Un quart d'heure vaut 0,25 heure, soit 15 minutes.
- Sur un bateau ou dans l'armée, un quart est la fraction de temps pendant laquelle une équipe est de service ou de faction aux commandes, aux manœuvres, à la veille et la sécurité.

## Unité de volume
- Un quart de litre vaut 0,25 litre
- un quart de boisseau, une mesure ancienne de matières sèches, vaut 3,174 litres ;
- un quart impérial est un quart d'un gallon du système impérial d'unités, soit 1,1365225 l ; il contient 2 pintes impériales, ou 40 onces fluide ;
- un quart US pour la mesure des liquides est un quart de gallon US (liquides), soit 0,946 352 946 l ; il contient 2 pintes US, ou 32 onces fluide US ;
- un quart US pour la mesure des matières sèches est un quart de gallon US (matières sèches) valant lui-même 1/8 de boisseau US, soit 1,101 220 942 715 l ; il contient ainsi exactement 67,200 625 pouces cubes.

Au Canada, les quarts impérial et américain sont appelés « pintes ».

## Unité d'angle
Dans le domaine maritime un quart (également appelé rhumb) est la 32e partie de 360°, soit 11,25°.